# Cocatedral de Santa Maria
|  | Aquest article tracta sobre la cocatedral del bisbat de Sogorb-Castelló. Si cerqueu la cocatedral del bisbat de Barbastre-Montsó, vegeu «Santa Maria del Romeral». |

La cocatedral de Santa Maria, també denominada església de Santa Maria la Major de Castelló de la Plana (Plana Alta) és un temple d'estil gòtic amb posteriors intervencions historicistes i en estil neogòtic. Està situada en la plaça Major, al costat de l'Ajuntament i la torre campanar independent, l'anomenat Fadrí.

## Història
S'inicia la construcció del temple a la fi del segle xiii. Destruïda per un incendi, es reprenen les obres a mitjan segle xiv, són ampliades a principis del segle xv pel mestre d'obres Miquel Garcia de Sogorb, i consagrat el temple el 1549. La planta era d'una sola nau dividida en cinc trams, absis pentagonal amb dues capelles laterals i una central per al cor, així com capelles entre els contraforts, cobrint-se amb voltes de creuria sobre els trams i amb volta de creueria sobre l'absis.
El temple contenia tres portades: dues laterals, situades en el tercer tram de la nau, i l'altra en la façana principal, i són aquestes juntament amb algunes claus, els únics elements conservats en la seva reconstrucció. El 1662, amb traces de Juan Ibañez, es construïx la capella de la Comunió. Es tractava d'un cos quasi quadrat afegit a la façana, en el tram dels peus del costat de l'Epístola, de planta de creu grega i coberta amb cúpula de mitja taronja sobre petxines rematada per una llanterna, amb teules vidriades blaves a l'exterior, en el centre i voltes de mig canó en braços. La capella s'obria a la nau per l'últim tram dels peus, separada per una porta enreixada de ferro i fusta, també hi tenia un accés independent a través d'una porta adovellada, situada en el passadís d'entrada a l'església pel migdia. Tenia un sòcol de taulellets ceràmics amb tonalitats blanques, blaves i grogues sobretot.
Després de la demolició, soferta el 1936, s'inicia la reconstrucció a partir d'un projecte de Vicente Traver Tomás basat en les traces del temple desaparegut. El projecte va començar a realitzar-se, per Vicente Traver, el 1939, tres anys després que l'ajuntament, en plena guerra civil, prengués la decisió d'enderrocar l'antiga església arxiprestal i que s'executés l'ordre.
El temple actual, que ocupa una illa completa, té planta de creu llatina amb tres naus i un absis pentagonal. La nau central es remarca amb pilars octogonals, dels quals arrenquen els arcs de faixa. Les naus es cobrixen amb volta de creueria, i la de la capçalera és de mitja estrella i el creuer, amb cimbori, cobreix també amb volta de creueria.